# مائوریتسیو ترمس
مائوریتسیو ترمس (انگلیسی: Maurizio Thermes؛ زادهٔ ۱۴ اوت ۱۹۳۹) بازیکن فوتبال اهل ایتالیا است.
از باشگاه‌هایی که در آن بازی کرده‌است می‌توان به باشگاه فوتبال فوجا، باشگاه فوتبال آ.اس. رم، باشگاه فوتبال کوزنتسا کالچو، و باشگاه فوتبال مودنا اشاره کرد.